# Around the World (chanson d'Aqua)
Pour les articles homonymes, voir Around the World.
Singles de Aqua
Cartoon Heroes
(2000) Freaky Friday
(2000)
Pistes de Aquarius
Cartoon Heroes Freaky Friday
Around the World est un single du groupe Aqua extrait de leur second album Aquarius.

## Vidéoclip
- Réalisateur : Ronie West & Peder Stenbæk
- Année de réalisation : 5 juin 2000
- Lieu : Copenhague, Danemark
- Durée : 03:28
- DVD : Around The World & The Video Collection

- Description :

Cette vidéo se déroule au Copenhague's National Art Museum (Statens Museum for Kunst) où 2 voleurs, Lene et René, dérobent des bijoux d'une valeur inestimable à l'aide de leurs complices Claus et Søren à bord d'une camionnette de plomberie baptisé "Aqua Plumbing Inc" rempli de matériel sophistiqué afin de surveiller les allés et venus des gardes.
Au début de l'histoire, les deux voleurs (Lene et René) sont apparemment en compétition, puisque tous deux veulent voler une coupe rempli de rubis. Finalement, Lene laisse à René le soin de voler la coupe avant de quitter précipitamment le musée à cause des gardes qui rappliquent. Plus tard, on retrouve les quatre voleurs dans une immense maison qui appartient à l'un d'eux. Cette réunion laisse penser à une alliance pour dérober l'objet le plus précieux du musée : un rubis géant. Déjouant les systèmes de sécurités sophistiqués, Lene et René arrivent finalement à prendre le rubis mais déclenchent finalement une alarme. Les gardes seraient sur le point de les arrêter si Claus et Søren n'étaient pas intervenus au bon moment. Les voleurs prennent finalement la fuite en sautant du toit du musée.
L'histoire se termine dans l'immense demeure où les voleurs rigolent de leur vol. Lene lance le rubis géant dans un aquarium remplis de nombreuses pierres précieuses et de trésors volés. À ce moment-là, on comprend que les voleurs pillent le musée juste pour le fun.
Asian Version :
- Réalisateur : Thomas Masin
- Année de réalisation : 2000
- Lieu : Danemark
- Durée : 03:29
- DVD : Turn Back Time The Documentary

- Description :

Second vidéoclip d'Around The World, il met en scène Aqua regardant la télévision où ils apparaissent dans de nombreux programmes du monde entier. Quelques scènes de celle-ci peuvent être vues dans le DVD de "Turn Back Time The Documentary", DVD sorti en 2006.

## Format
Version UK
| No | Titre                                    | Auteur                                                                   | Durée |
| -- | ---------------------------------------- | ------------------------------------------------------------------------ | ----- |
| 1. | Around The World                         | Radio Édit                                                               | 3:28  |
| 2. | Around The World (Soundsurfers Club Mix) | Remix – Soundsurfers Producer [Additional] – Brian Rawling, Graham Stack | 6:05  |

Version 2017
| No | Titre                                          | Auteur                      | Durée |
| -- | ---------------------------------------------- | --------------------------- | ----- |
| 1. | Around The World                               | Radio Édit                  | 3:29  |
| 2. | Around The World (Soundsurfers Radio Edit)     | Remix – Soundsurfers        | 3:38  |
| 3. | Around The World (Jonathan Peters Radio Remix) | Remix – Jonathan Peters     | 3:47  |
| 4. | Around The World (Sound Surfers Club Mix)      | Remix – Sound Surfers*      | 6:07  |
| 5. | Around The World (Jonathan Peters Club Mix)    | Remix – Jonathan Peters     | 7:27  |
| 6. | Around The World (Ruegsegger#Wittwer Remix)    | Remix – Rüegsegger#Wittwer* | 7:40  |
| 7. | Around The World (Dave Sears Club Mix)         | Remix – Dave Sears          | 7:06  |
| 8. | Around The World (Junior's Marathon Mix)       | Remix – Junior Vasquez      | 13:41 |

## Classements
- Allemagne: 56
- Australie: 35 (3 semaines) (semaines dans les charts: 7)
- Danemark: 1
- Espagne: 14 (semaines dans les charts: 3)
- Italie: 17 (semaines dans les charts: 3)
- Pays-Bas: 44 (semaines dans les charts: 6)
- Norvège: 16 (semaines dans les charts: 2)
- Suède: 4 (semaines dans les charts: 15)
- Suisse: 42 (semaines dans les charts: 12)
- UK: 26 (semaines dans les charts: 9)